# Balatonszentgyörgy
Balatonszentgyörgy is een plaats (község) en gemeente in het Hongaarse comitaat Somogy. Balatonszentgyörgy telt 1673 inwoners (2001). De gemeente ligt ten zuidwesten van het Balatonmeer, op 2 km afstand van het meer, tussen de rivier Zala en de autostrade M7. Vlakbij ligt het natuurreservaat Kis-Balaton, met een weidse rietvlakte, welke instaat voor de waterhuishouding van het Balatonmeer.
Een belangrijke bezienswaardigheid is de Csillagvár (letterlijk: Sterrenburcht). Het in de jaren 1800 gebouwde jachtslot van de graaf Festetics is nu een vermaard museum, met taferelen uit het huzarenleven en het huishouden op het land. Vooral de architectuur is interessant. Het is gebouw herbergt in de kelderverdieping een poppententoonstelling.
Een ander bezienswaardig gebouw is het restaurant Gulyas Csarda (letterlijk: Csarda van de kudde runderen), met een stel longhorns op het dak als herkenningspunt. Vlakbij kan je soms nog de langhoornige waterrunderen zien grazen, vergezeld van een herder.
Ook het Talpasház mag natuurlijk niet ontbreken. Elke gemeente heeft zo'n huis waarin een kleine plaatselijke tentoonstelling wordt gehouden over het leven op die plaats in een (nog niet zó) ver verleden.